# Een dagje onder het net
Een dagje onder het net is een hoorspel van Frank Herzen. De VARA zond het uit op vrijdag 11 januari 1969, van 21:15 uur tot 22:00 uur (met een herhaling op woensdag 22 september 1976). De regisseur was Ad Löbler.

## Rolbezetting
- Harry Bronk (de nieuwslezer)
- Rudolf Damsté (een man)
- Frans Somers & Huib Orizand (de dragers)
- Hans Veerman (de reisleider)
- Tonnie Foletta (de doodgraver)
- Willy Ruys (de priester)
- Jan Wegter & Joke Hagelen (de neger & het meisje)
- Paul Deen (de psychiater)

## Inhoud
Een nieuwslezer kondigt een nieuwe dag aan, een nieuwe “dag onder het net” van het jaar 1996. De positie van het “net” over het op dat tijdstip bekende leefgebied blijkt onveranderd. De gemeten middellijn blijft nog steeds één mensenleven groot. Ook deze morgen werden weer talrijke overblijfselen gevonden van “netbeklimmers”. De Staats-ordedienst maakt bekend dat ieder die een dergelijke rest aantreft in zijn of haar leefcirkel daarvan direct aangifte moet doen. Ook vandaag, aldus de nieuwslezer, zal weer een poging worden gedaan om de mazen van het net te vernietigen. Het is elke dag hetzelfde. Altijd dat rot-net. Het is niet kapot te krijgen, nog voor geen spaander. Alle pogingen om een doorgang te forceren blijven op niets uitlopen. Toch blijft men het nog altijd proberen. Men komt er echter niet onder uit. Het is een erg stevig net. Het is sterker dan degenen die er onder leven. Er is ook geen enkel gegeven over de aard en de samenstelling van het materiaal. Het net weerstaat alles. Toch zijn er mensen die tot taak krijgen het te vernielen. Op de school ter verwijding van de leefruimte worden zij opgeleid. Het zijn de mensen die het alomtegenwoordige net ten slotte toch zullen overwinnen…